# Bruno de La Salle
Bruno de La Salle és un escriptor francès de contes i fundador del Centre de Literatura Oral (CLiO), és considerat un dels iniciadors de la renovació de l'art de la narració oral a França. Les seves primeres narracions musicals Chaperon Rouge i La Pêche de Vigne, totes dues de 1969, desvetllen l'interès del públic i dels responsables culturals perquè és una forma d'expressió pròxima a la literatura oral tradicional. Des d'aleshores s'ha dedicat a la divulgació i al desenvolupament de l'art de la narració a través dels seus espectacles, tallers formatius i producció de nombroses emissions radiofòniques. El 1981 crea CLiO, centre que reuneix els recursos per a la investigació i l'ensenyament de l'art de la narració i de l'epopeia, i en el qual s'han generat recitals col·lectius i musicals com L'Odyssée d'Homère (1981,1991), Le Récit de Shéhérazade (1982), Le Cycle du Roi Arthur (1985), entre d'altres. Ha organitzat o participat en la posada en marxa de grans festivals dedicats a l'oralitat i, des de 1997, és l'organitzador del Saló del llibre de contes i dels contistes de Vendôme.
Ha publicat més d'una dotzena de llibres que recullen la majoria dels relats dels seus espectacles i emissions radiofòniques per a France Culture. Entre ells destaquen Les contes de toujours. 15 titres de contes traditionals (1986), obra guanyadora del gran premi del Llibre Juvenil de la Societat de la Gent de Lletres, i Le conteur amoureux (1996), una autobiografia acompanyada de reflexions sobre el seu ofici.